# Skytts härad
Skytts härad var ett härad i sydvästra Skåne, i dåvarande Malmöhus län. Det motsvaras idag av hela eller delar av Trelleborgs kommun och Vellinge kommun. Häradets areal var 1928 238,63 kvadratkilometer varav 235,82 land.  Tingsplats var sedan 1600-talet Klörup gemensamt med Oxie härad, som 1904 flyttades till Malmö.

## Vapnet
Häradsvapnet, som ej är officiellt fastställt, har blasoneringen: "I rött fält en framkommande beväpnad och behandskad arm hållande en stång med en tvåtungad flagga, allt av silver".

## Namnet
Häradsnamnet skrevs omkring år 1300 Skøzheret. Det innehåller sköt som betyder "något utskjutande" och syftar på Falsterbonäset.

## Socknar
I nuvarande Vellinge kommun
- Håslöv
- Räng
- Stora Hammar
- Vellinge

I nuvarande Trelleborgs kommun
- Anderslöv
- Bodarp
- Bösarp
- Dalköpinge
- Fru Alstad
- Fuglie
- Gislöv
- Gylle
- Hammarlöv
- Kyrkoköpinge
- Lilla Slågarp
- Maglarp
- Skegrie
- Stora Slågarp
- Trelleborgs socken
- Västra Alstad
- Västra Tommarp
- Västra Vemmerlöv

Trelleborgs stad tillhörde häradets jurisdiktion från 1964, innan dess hade den egen rådhusrätt. Skanör med Falsterbo stad tillhörde häradets jurisdiktion från 1947, innan dess hade den egen rådhusrätt.

## Geografi
Häradet var beläget i Skånes sydvästra hörn och omfattade södra delen av Söderslätt, Skånes bördigaste område.
Inom den historiska Skanör med Falsterbo stad finns ruinerna av Falsterbohus och Skanörs borg. Enda senare sätesgård var Stora Markie herrgård i Anderslövs socken.

## Län, fögderier, tingslag, domsagor och tingsrätter
Häradet hörde mellan 1540 och 1996 till Malmöhus län. Från 1997 ingår området i Skåne län.  Församlingarna tillhör(de) Lunds stift
Häradets socknar hörde till följande fögderier:
- 1720-1873 Oxie, Skytts och Vemmenhögs fögderi
- 1874-1917 Oxie och Skytts fögderi
- 1918-1946/1967-19881 Malmö fögderi till 1 juli 1946 för socknarna i Trelleborgs kommun, till 1981 för socknarna i Vellinge kommun
- 1946, 1 juli-1990 Trelleborgs fögderi för socknarna i Trelleborgs kommun och från  1946 till 1967 och från 1982 för socknarna i Vellinge kommun

Häradets socknar tillhörde följande  tingslag, domsagor och tingsrätter:
- 1682-1872 Skytts härads tingslag i
  - 1682-1690 Skytts, Ljunits och Vemmenhögs häraders domsaga
  - 1691-1864 Oxie, Skytts och Vemmenhögs häraders domsaga
  - 1865-1872 Oxie och Skytts häraders domsaga
- 1873-1970 Oxie och Skytts häraders tingslag,  i Oxie och Skytts häraders domsaga

- 1971-2005 Trelleborgs tingsrätt
- 2005- Ystads tingsrätt för socknarna i Trelleborgs kommun
- 2005- Malmö tingsrätt  för socknarna i Vellinge kommun

## Kultur
Författaren Nicolovius skrev Folklivet i Skytts härad på uppdrag av C.W.K. Gleerup.
Författaren Olof Christoffersson skrev Folkminnen från Skytts härad 1915, Skytts härad: kulturhistorisk beskrivning 1918 och Sagor och sägner i Skytts härad 1940.

## Galleri

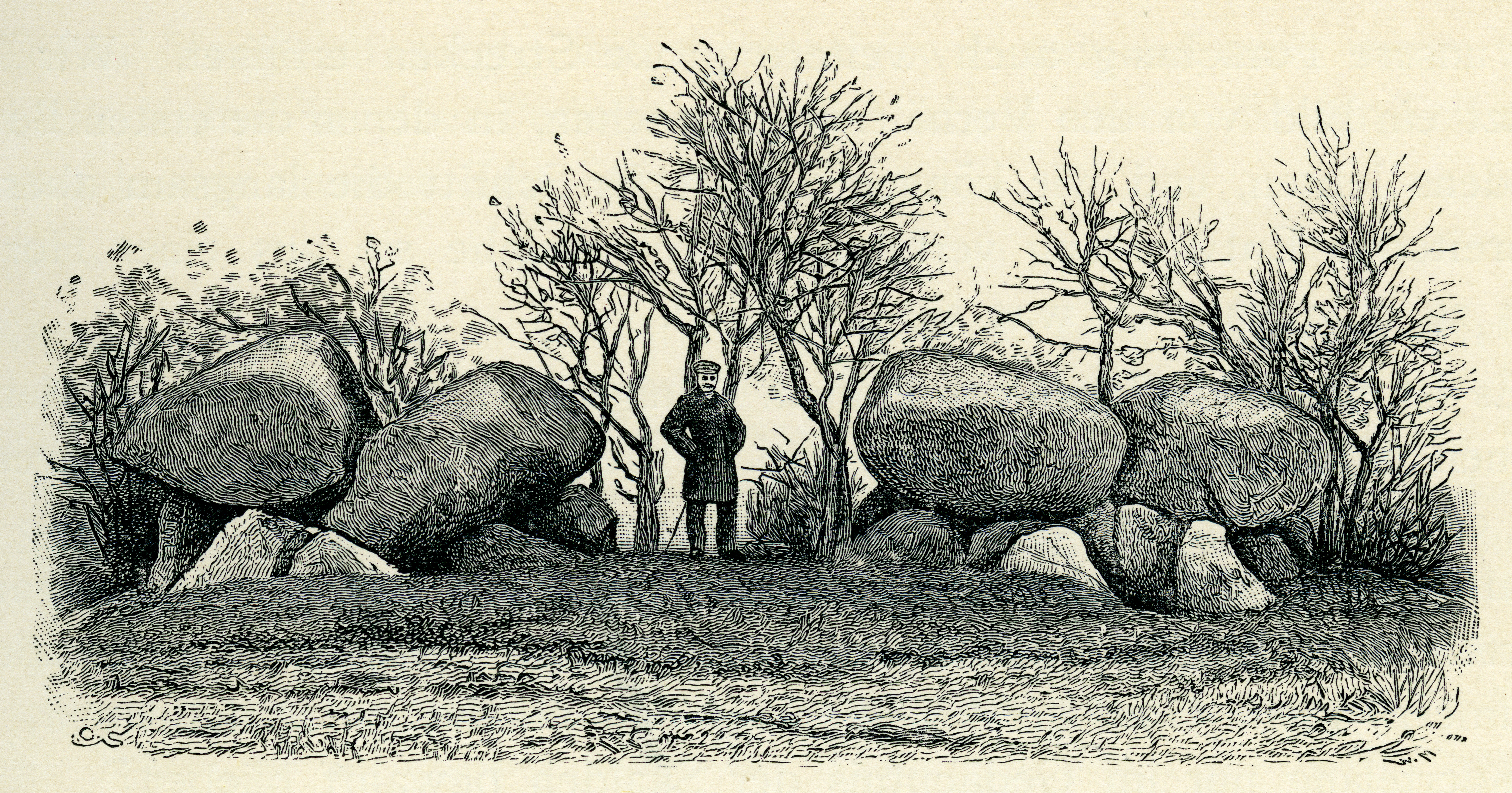
Dubbelgånggriften i Snarringe, Hammarlövs socken, Skytts härad.
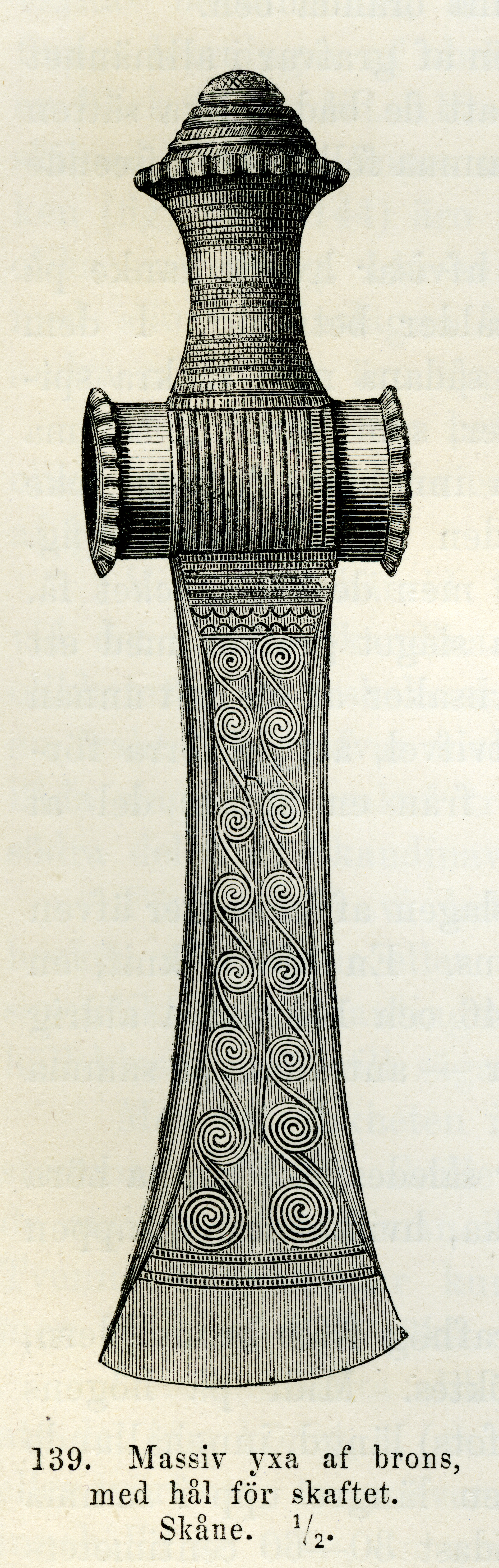
Bronsyxa med skafthål från Lilla Slågarps socken, Skytts härad.
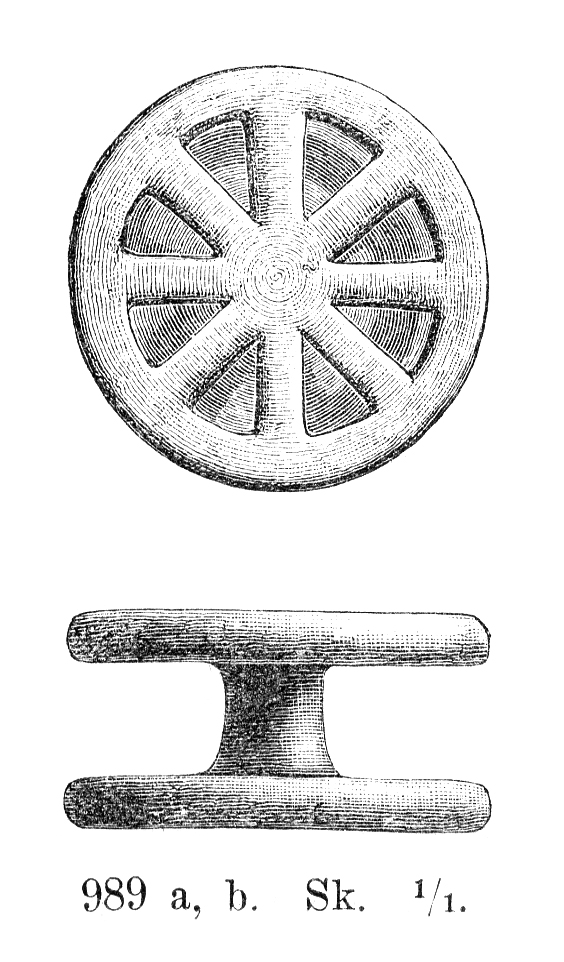
Dubbelknapp av brons från Hammarlövs socken, Skytts härad.
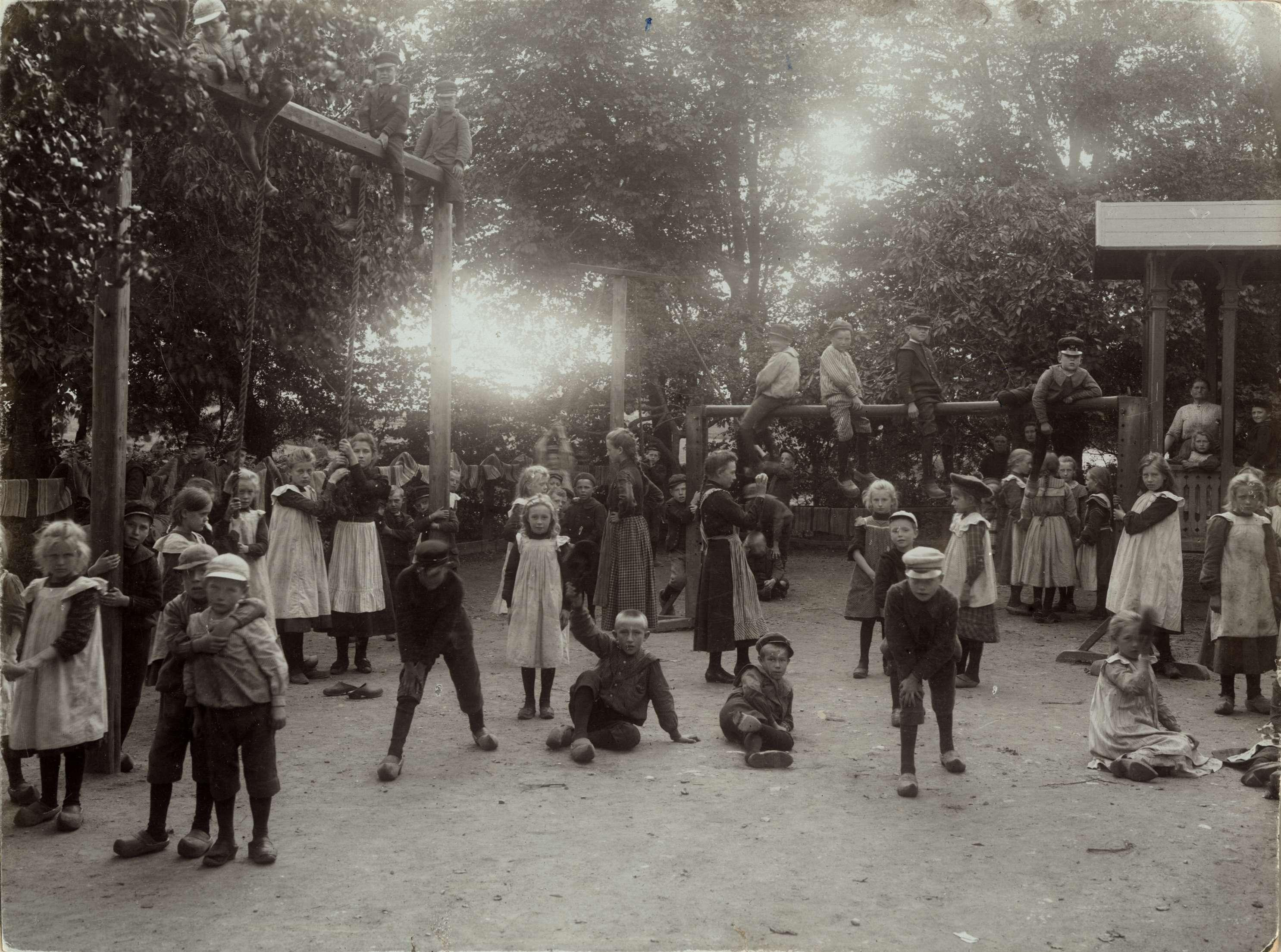
Skolgård med barn fotograferad 1906 i Fru Alstads socken, Skytts härad.
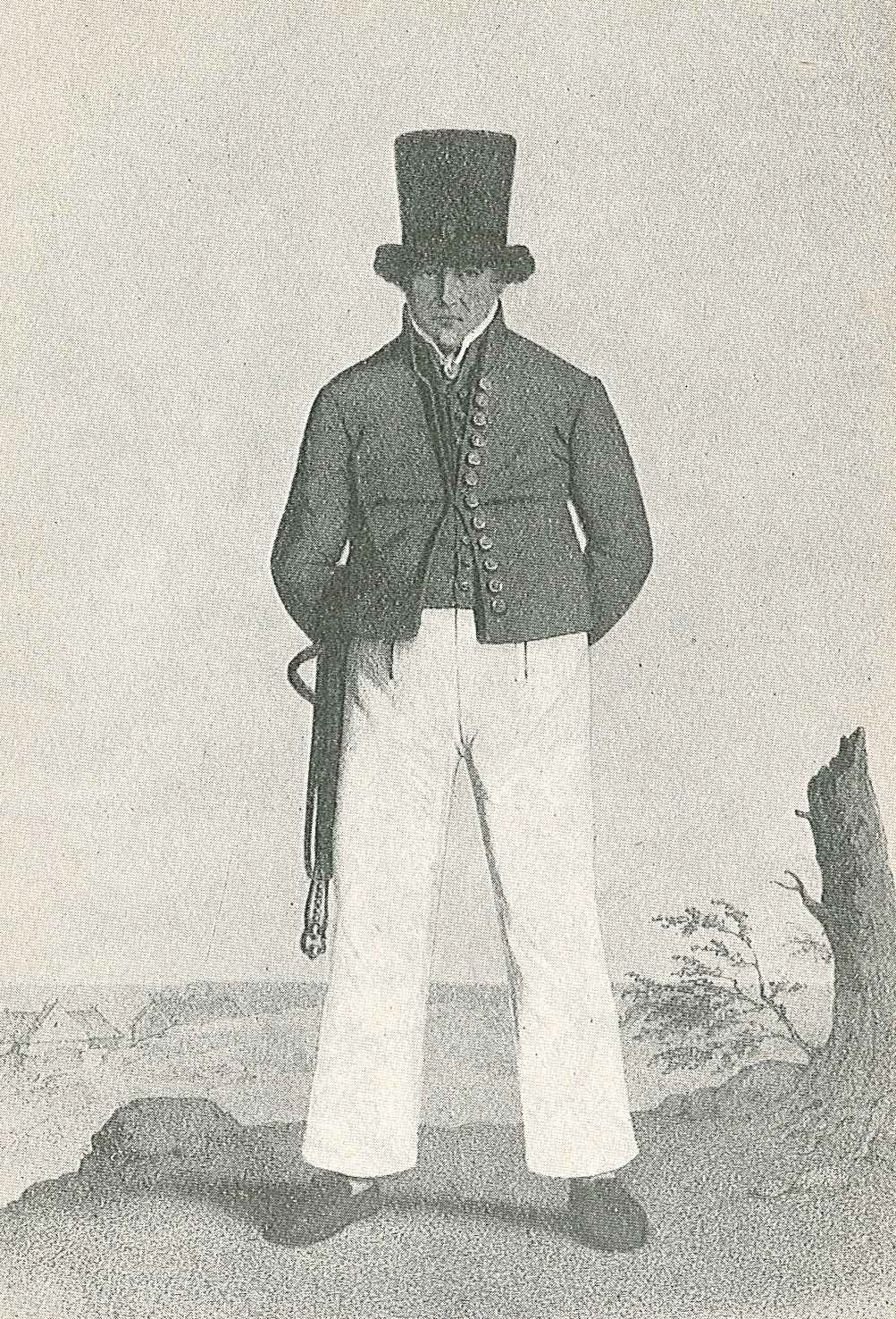
Bonde i traditionell dräkt från Skytts härad vid 1800-talets mitt. Litografi av Otto Wallgren.